# Casini (Rufina)
Casini è una piccola località del comune di Rufina nella città metropolitana di Firenze, ubicata lungo il fiume Sieve e la strada statale 67, meglio conosciuta come "Forlivese". Formalmente, è considerata parte della frazione Contea.
Fondata dal conte Casini (il cui stemma nobiliare era molto simile a quello dei Medici), la frazione fu scossa nel 1919 da un terribile terremoto che colpì tutta la zona della Valdisieve e del Mugello, provocando diverse vittime e diversi danni.
Per la sua vicinanza con il fiume Sieve è stata nel passato vittima di diversi allagamenti, come ad esempio quello storico del 1966.
L'economia principale proveniente dalla frazione prevede la coltivazione dei campi, anche se non manca la lavorazione del legno e della pelle.
Punti di ritrovo sono la chiesa parrocchiale (anche se di proprietà privata) e il Circolo culturale ARCI Casini nel quale ogni due sabati sera sono previste serate danzanti con orchestre dal vivo di ballo liscio.